# Fadi Khan Shikhoni
Fadi Khan Shikhoni ist ein syrischer Straßenradrennfahrer.
Fadi Khan Shikhoni wurde 2006 in Täbris Etappenzweiter auf einem Teilstück der Azerbaïjan Tour. Im nächsten Jahr belegte er den dritten Platz bei dem ägyptischen Eintagesrennen Grand Prix Sharm El Sheikh. Bei der Tour of Libya wurde er auf der ersten Etappe nach Tarhouna und auf dem vierten Teilstück nach Museratha jeweils Dritter. Außerdem gewann Shikhoni die fünfte Etappe der Azerbaïjan Tour nach Bonab.

## Erfolge
2007
- eine Etappe Azerbaïjan Tour

2011
- Golan II

## Teams
- 2009 Doha Team